# Ryūsuke Sakai
Ryūsuke Sakai (jap. 酒井 隆介 Sakai Ryūsuke; ur. 7 września 1988) – japoński piłkarz występujący na pozycji obrońcy. Obecnie występuje w Nagoya Grampus.

## Kariera klubowa
Od 2011 roku występował w klubach Kyoto Sanga F.C., Matsumoto Yamaga FC i Nagoya Grampus.